# Le Charmeur de serpent
Le Charmeur de serpent est une peinture orientaliste à l'huile sur toile de l'artiste français Jean-Léon Gérôme réalisée vers 1879. 
Après son utilisation sur la couverture du livre d'Edward Said, Orientalism, en 1978, l'œuvre « atteint un niveau de notoriété égalée par peu de peintures orientalistes », car elle est devenue un paratonnerre pour la critique de l'orientalisme en général et de la peinture orientaliste en particulier. Il se trouve dans la collection du Sterling and Francine Clark Art Institute qui possède également un autre tableau controversé de Gérôme, Le Marché d'esclaves.

## Description
La peinture représente un garçon nu debout sur un petit tapis au centre d'une pièce aux murs carrelés de bleu, à l'opposé du spectateur, tenant un python qui s'enroule autour de sa taille et sur son épaule, tandis qu'un homme plus âgé est assis à sa droite jouer de la flûte. La performance est regardée par un groupe hétéroclite d'hommes armés d'une variété de tribus islamiques, avec des vêtements et des armes différents. 

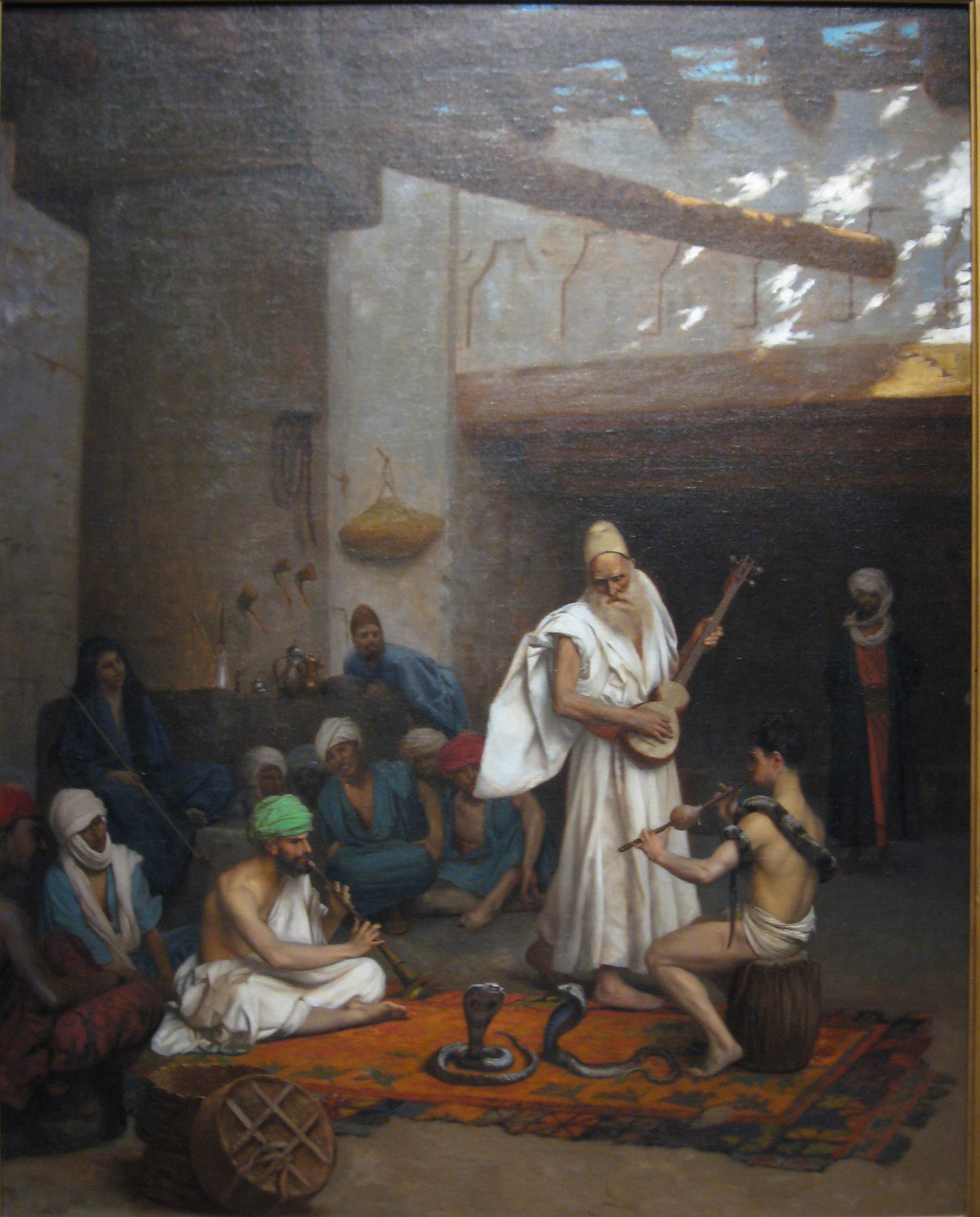
Une autre peinture de Gérôme intitulée The Snake Charmer (Le Charmeur de serpent), La Nouvelle-Orléans, New Orleans Museum of Art.

L'essai de catalogue de Sarah Lees pour la peinture examine le cadre comme un mélange de la Turquie ottomane et de l'Égypte, et explique également la nudité du jeune charmeur de serpents, non pas comme un affichage érotique, mais pour «éviter les accusations de fraude» dans sa performance: « The Snake Charmer … rassemble des éléments très disparates, voire incompatibles, pour créer une scène dont, comme c'est le cas pour une grande partie de son œuvre, l'artiste n'aurait pu en être témoin. Le fait de charmer un serpent ne faisait pas partie de la culture ottomane, mais il était pratiqué dans l'Égypte ancienne et a continué à apparaître dans ce pays au cours du XIXe siècle. Maxime du Camp, par exemple, a décrit avoir été témoin d'un charmeur de serpents au Caire lors de son voyage de 1849-1851 avec Flaubert en des termes comparables à ceux de Gérôme, y compris la mention du jeune homme se déshabillant afin d'éviter les accusations de fraude. L'artiste a cependant placé cette performance dans un espace hybride et fictif qui dérive de sources turques et égyptiennes identifiables. »
Les carreaux bleus sont inspirés des panneaux İznik de l'Altınyol et du kiosque de Bagdad du palais de Topkapi à Constantinople. Certaines parties des inscriptions sur les murs ne sont pas faciles à lire, mais la grande frise en haut du tableau, allant de droite à gauche, est parfaitement lisible. Il s'agit du célèbre verset coranique 256 de la sourate II, al-Baqara, La Vache, écrite en caractères thuluth : « Il n'y a pas de contrainte dans la religion - la bonne voie est en effet clairement distincte de l'erreur.  Ainsi, quiconque ne croit pas au diable et croit en Allah, il tient en effet la poignée la plus ferme qui ne se cassera jamais. Et Allah entend, sait… »... l'inscription par la suite est tronquée.
Concernant le serpent représenté, Richard G. Zweifel, herpétologue de l'American Museum of Natural History a remarqué que « le serpent ressemble plus à un boa constrictor sud-américain qu'autre chose », ce qui ajoute encore un aspect composite à l'oeuvre, dont l'auteur aurait peut-être pu étudier un tel animal au Jardin des Plantes de Paris.

## Provenance et exposition
Le tableau a été vendu par le marchand de Gérôme (Goupil et Cie) en 1880 au collectionneur américain Albert Spencer pour 75 000 francs. Spencer le vendit à Alfred Corning Clark en 1888 pour 19 500 dollars, qui en 1893 le prêta pour l'exposition universelle de Chicago. Sa femme et héritière, Elizabeth Scriven Clark, l'a prêté au Metropolitan Museum of Art avant de le vendre aux Schaus Art Galleries en 1899 pour 10 000 ou 12 000 dollars, dans une transaction qui aurait également pu impliquer la réception d'une autre œuvre d'art. Il a été acquis en 1902 par August Heckscher pour un prix inconnu, puis racheté par le fils de Clark, Sterling Clark (en) en 1942 pour 500 dollars - un exemple frappant de la chute de valeur du travail de  Gérôme aux yeux des collectionneurs (Le prix de ses œuvres a considérablement rebondi au XXIe siècle, ses peintures se vendant à des millions de dollars). Depuis 1955, Le Charmeur de serpent fait partie de la collection du Sterling and Francine Clark Art Institute, à Williamstown dans le Massachusetts.

## Expositions
Le Charmeur de serpent a été présenté à l'exposition The Spectacular Art of Jean-Léon Gérôme (1824–1904) au Getty Museum en 2010 et au Musée d'Orsay en 2010-2011. 

## Réception
(juin 2020).
Le contenu est difficilement compréhensible vu les erreurs de traduction, qui sont peut-être dues à l'utilisation d'un logiciel de traduction automatique.
En 1978, la peinture a été utilisée comme première de couverture du livre d'Edward Said, Orientalism. « Depuis qu'il a défini son projet comme un examen des représentations textuelles, Said n'a jamais mentionné la peinture de Gérôme, mais de nombreux auteurs ultérieurs ont examiné des aspects du travail de l'artiste, et cette peinture en particulier, en relation avec le concept d'orientalisme que Said a défini. »
Le critique d'art Jonathan Jones qualifie Le Charmeur de serpent de « vision impérialiste louche de l'Orient. Devant des tuiles islamiques scintillantes qui font scintiller la peinture de bleu et d'argent, un groupe d'hommes est assis par terre à regarder un charmeur de serpent nu, drapé d'un python phallique glissant. De l'Orient qu'il fait le cas de Said pour lui. Gérôme est, pourrait-on dire, l'affiche de l'orientalisme[Quoi ?]. Dans cet ouvrage influent, Said analyse la façon dont les sociétés du Moyen-Orient étaient décrites par les experts européens au XIXe siècle d'une manière qui ravissait l'imagination occidentale tout en réduisant l'humanité de ceux dont cette imagination se nourrissait. Dans Le Charmeur de serpent, le voyeurisme est titillé, et pourtant le blâme pour cela est transféré au public effondré dans la peinture[Quoi ?]. Pendant ce temps, les belles tuiles derrière elles sont considérées comme la survie de cultures plus anciennes et plus fines que — selon Edward Said — les orientalistes occidentaux prétendaient connaître et aimer mieux que les habitants décadents. »  
Linda Nochlin dans son essai de 1983, L'Orient imaginaire, souligne que la qualité apparemment photographique de la peinture permet à Gérôme de présenter une scène irréaliste comme s'il s'agissait d'une véritable représentation de l'Orient. Nochlin qualifie Le Charmeur de serpent de « document visuel de l'idéologie colonialiste du XIXe siècle » dans lequel les observateurs blottis contre le mur carrelé férocement détaillé en arrière-plan de la peinture de Gérôme sont résolument éloignés de nous, tout comme l'acte qu'ils observent avec une concentration enfantine et transe[Quoi ?].  Notre regard est censé inclure à la fois le spectacle et ses spectateurs comme des objets de délectation pittoresque... De toute évidence, ces gens noirs et bruns sont mystifiés - mais là encore, nous aussi. En effet, l'ambiance qui définit la peinture est mystérieuse, et elle est créée par un dispositif pictural spécifique. Nous n'avons droit qu'à une vue arrière séduisante du garçon tenant le serpent. Une vue frontale complète, qui révélerait sans ambiguïté à la fois son sexe et la plénitude de sa performance dangereuse, nous est refusée.  Et le mystère insistant et sexuellement chargé au centre de ce tableau signifie un mystère plus général : le mystère de l'Orient lui-même, un topos standard de l'idéologie orientaliste. 
Ces critiques insinuent que la nudité du jeune charmeur de serpents est une invention salace de la part de Gérôme, ignorant ou dédaigneux de l'explication selon laquelle le déshabillage faisait partie de l'acte, « afin d'éviter les accusations de fraude ». Le salace peut résider dans l'œil du spectateur, bien qu'ils prononcent leurs phrases à la première personne du pluriel ou des voix passives, c'est Nochlin qui perçoit « une vue arrière séduisante du garçon » et Jones dont le « voyeurisme est titillé ».